# Günther Innerbichler
Günther Innerbichler (* 6. Oktober 1983 in Innichen) ist ein ehemaliger italienischer Naturbahnrodler. Er startete im Doppelsitzer zumeist mit seinem Bruder Alex Innerbichler, nur in seinem letzten aktiven Jahr mit Johannes Hofer. Er gewann drei Medaillen bei Juniorenweltmeisterschaften und -europameisterschaften und erreichte vier Top-5-Platzierungen im Weltcup sowie insgesamt drei fünfte Plätze bei der Weltmeisterschaft 2005 und der Europameisterschaft 2006.

## Karriere
Günther Innerbichler und sein zwei Jahre jüngerer Bruder Alex Innerbichler nahmen ab 2000 an internationalen Juniorenmeisterschaften teil und gewannen dabei drei Medaillen. Bei der Junioreneuropameisterschaft 2001 in Tiers gewannen sie die Silbermedaille und bei der Juniorenweltmeisterschaft 2002 in ihrem Heimatort Gsies sowie der Junioreneuropameisterschaft 2003 in Kreuth jeweils Bronze.
Zu Beginn der Saison 2001/2002 nahmen die Brüder Innerbichler in Olang zum ersten Mal an zwei Weltcuprennen teil. Im ersten Rennen belegten sie als Achte den vorletzten Platz, im zweiten blieben sie ohne Ergebnis. In den nächsten beiden Jahren nahmen sie jeweils an vier der sechs Weltcuprennen teil. Während im Winter 2002/2003 ein vierter Platz in Umhausen ihr bestes Ergebnis war, erreichten sie in der Saison 2003/2004 mit Platz drei in Garmisch-Partenkirchen ihr bestes Weltcupergebnis. In beiden Jahren belegten sie jeweils den siebenten Platz im Gesamtweltcup. In der Saison 2004/2005 nahmen sie an fünf Weltcuprennen teil, kamen diesmal aber nicht über einen sechsten Rang hinaus. Im Gesamtweltcup wurden sie erneut Siebte. Ihr letztes gemeinsames Rennen bestritten Günther und Alex Innerbichler am 10. Dezember 2005. Im Auftaktrennen der Saison 2005/2006 in Longiarü belegten sie den siebenten Platz.
Bei Titelkämpfen erzielten Günther und Alex Innerbichler ähnliche Resultate wie im Weltcup. Bei den Europameisterschaften 2002 in Frantschach-Sankt Gertraud und 2004 in Hüttau belegten sei jeweils den achten Platz und bei der Weltmeisterschaft 2003 in Železniki wurden sie Siebte. Ihre besten Resultate erreichten sie bei der Weltmeisterschaft 2005 in Latsch, als sie den fünften Platz im Doppelsitzer und auch den fünften Platz im Mannschaftswettbewerb – zusammen mit Irene Mitterstieler und Martin Psenner im Team Italien II – erreichten. In den Jahren 2004 und 2005 erzielten sie bei den italienischen Meisterschaften jeweils den zweiten Platz hinter Armin Mair und Johannes Hofer.
Nachdem Günther Innerbichler zu Beginn der Saison 2005/2006 das letzte Rennen gemeinsam mit seinem Bruder bestritten hatte, der danach an keinen Wettkämpfen mehr teilnahm, startete er im Rest des Winters zusammen mit Johannes Hofer, dessen bisheriger Doppelpartner Armin Mair seine Karriere beendet hatte. Innerbichler und Hofer nahmen am 20. Januar in Olang an einem Weltcuprennen teil, das sie an neunter Stelle beendeten, und starteten auch bei einem Interkontinentalcup-Rennen in Laas, wo sie Sechste wurden. Bei der Europameisterschaft 2006 in Umhausen erreichten sie den fünften Platz. Nach dem Winter beendete auch Günther Innerbichler seine Karriere.

## Sportliche Erfolge
(wenn nicht anders angegeben, Doppelsitzer mit Alex Innerbichler)

### Weltmeisterschaften
- Železniki 2003: 7. Doppelsitzer
- Latsch 2005: 5. Doppelsitzer, 5. Mannschaft

### Europameisterschaften
- Frantschach 2002: 8. Doppelsitzer
- Hüttau 2004: 8. Doppelsitzer
- Umhausen 2006: 5. Doppelsitzer (mit Johannes Hofer)

### Juniorenweltmeisterschaften
- Gsies 2002: 3. Doppelsitzer

### Junioreneuropameisterschaften
- Umhausen 2000: 8. Doppelsitzer
- Tiers 2001: 2. Doppelsitzer
- Kreuth 2003: 3. Doppelsitzer

### Weltcup
- 7. Platz im Doppelsitzer-Gesamtweltcup in den Saisonen 2002/2003, 2003/2004 und 2004/2005
- 1 Podestplatz und weitere 3 Platzierungen unter den besten fünf